# Dum Dum Dugan
Timothy Aloysius Cadwallader Dugan, più noto come "Dum Dum" Dugan, è un personaggio dei fumetti creato da Stan Lee (testi) e Jack Kirby (disegni), pubblicato dalla Marvel Comics. La sua prima apparizione avviene in Sgt. Fury and his Howling Commandos (vol. 1) n. 1 (maggio 1963).
Dugan è un ufficiale dello S.H.I.E.L.D. nonché uno dei più esperti e fidati membri della squadra di Nick Fury, noto per la sua eccezionale mira con il fucile, la sua forza erculea e la caratteristica bombetta che indossa.

## Biografia del personaggio

### Seconda guerra mondiale
Nato nel 1918 a Boston, Massachusetts, Dugan si è unito al circo a quattordici anni lavorando come "forzuto", sposatosi in giovane età, nutre un odio viscerale sia per la moglie che per la suocera, affermando in più di un'occasione di preferire combattere i nazisti che discutere con loro. Durante la seconda guerra mondiale Nick Fury e Happy Sam Sawyer, in fuga dai nazisti dopo una missione, hanno un incontro fortuito con l'uomo, che li aiuta a scappare. In seguito all'esperienza, Dugan entra nella British Army e, su richiesta di Sawyer, passa poi all'US Army per unirsi agli Howling Commandos in veste di secondo in comando di Fury col grado di caporale.
Nel corso delle varie missioni del gruppo l'eccezionale forza fisica di Dugan ha spesso salvato la situazione; inoltre l'uomo ha avuto occasione di combattere al fianco di Capitan America e Bucky, cementando contemporaneamente il rapporto di amicizia e stima con Fury, tanto da fargli da braccio destro anche durante lo sbarco in Normandia, l'offensiva delle Ardenne, la Guerra di Corea e il Vietnam, venendo promosso dapprima sergente e, in seguito, capitano.
Successivamente, sempre assieme a Fury, entra prima nella CIA e poi nel neo-istituito S.H.I.E.L.D.; Dugan, esattamente come Gabe Jones e Eric Koenig, si è mantenuto giovane nel corso dei decenni mentre gli altri "Howlers" sono invecchiati normalmente, cosa a lungo imputata all'assunzione di una variante dell'Infinity Formula di Fury.

### S.H.I.E.L.D.
Divenuto uno dei migliori agenti dello S.H.I.E.L.D., poco dopo il suo ingresso nell'organizzazione spionistica, Dugan viene assegnato alla Godzilla Squad, incaricata di limitare i danni del Kaijū radioattivo. Diversi anni dopo, pur sviluppando alcuni problemi cardiaci, viene promosso secondo in comando di Fury, nel frattempo divenuto direttore, e nominato responsabile della sicurezza dell'elivelivolo dello S.H.I.E.L.D.. Contemporaneamente stringe una forte amicizia con Sharon Carter e la contessa Valentina Allegra de la Fontaine nonché una forte antipatia per Roger Dooley, agente raccomandato e sessuomane che tenta di scalzarlo tramite le sue amicizie politiche ma finisce col morire in missione.
Tempo dopo, durante l'affare Deltite, Dugan viene apparentemente ucciso, salvo poi scoprire trattarsi solo di un Life Model Decoy. Brevemente ritiratosi dall'organizzazione spionistica a seguito dell'esperienza, vi aderisce nuovamente dopo che Fury la riforma rimanendo anche dopo che questi viene sostituito da Maria Hill in seguito alla guerra segreta in Latveria.

### Civil War e World War Hulk
Durante la guerra civile dei superumani Dugan viene incaricato di catturare il suo amico ribelle Capitan America, ma fallisce e, dunque, in sua sostituzione viene mandata l'Agente 13 che, sotto il controllo mentale del Dottor Faustus, uccide il supereroe.
Nel momento in cui Tony Stark riceve la nomina a nuovo direttore dello S.H.I.E.L.D., Dugan dà le dimissioni perché non approva il modo di lavorare dell'uomo ma Stark rifiuta di concedergliele poiché lo considera un elemento vitale per l'organizzazione. Nonostante gli alti e i bassi, Dugan rimane quindi nello S.H.I.E.L.D. e, durante l'attacco a Manhattan di Hulk, ne assume momentaneamente il comando dopo il rapimento di Tony Stark, col compito di usare un'arma per proiettare il Golia Verde nella Zona negativa al momento più opportuno. Dato il rischio di spedirvi anche mezza Manhattan però, Dugan sceglie di non usarla.
Nel corso delle varie missioni, inoltre, l'uomo migliora l'affinità sia col nuovo direttore che col suo vice, Maria Hill.

### Secret Invasion
Nel corso dell'invasione segreta degli Skrull si scopre che, poco dopo la morte di Capitan America, Dugan è stato sostituito da uno Skrull, il quale ha in seguito sfruttato le sue fattezze per introdursi nella base orbitale dello S.W.O.R.D. e farla saltare in aria di modo da permettere all'armata stellare Skrull di invadere la Terra. Al termine dell'invasione il vero Dugan viene tratto in salvo assieme alla contessa de la Fontaine ed altri eroi sostituiti; una volta liberati tuttavia, entrambi rimangono feriti dalla freddezza mostrata da Fury nei loro contronti; sebbene tutto ciò non intacchi minimamente la loro amicizia: Dugan infatti, risponde immediatamente alla chiamata di Nick quando questi convoca alcuni ex-commilitoni ancora operativi, come Gabe Jones ed Eric Koenig, ed altri agenti di fiducia, come Jasper Sitwell, per riformare gli Howling Commandos e unirsi ai Secret Warriors nella lotta contro l'HYDRA e Leviathan.
Durante un'operazione condotta con Sharon Carter e Falcon, Dugan viene seriamente ferito al braccio destro, ma si ristabilisce.

### Life Model Decoy
Successivamente alla morte di Uatu l'Osservatore viene rivelato che il vero Dugan è stato ucciso nel 1966 e Fury lo ha rimpiazzato con un Life Model Decoy estremamente avanzato per non perdere il suo migliore ed unico vero amico, del cui giudizio e delle cui critiche sente il profondo bisogno. Scoperta la verità, il Dugan LMD si spara alla testa dicendo a Fury che, se davvero lo considera un amico non deve resuscitarlo nuovamente. Fury, tuttavia, non rispetta tale volontà e attiva un nuovo Dugan LMD che, in seguito, viene messo a capo della nuova unità soprannaturale di Howling Commandos assemblata dalla divisione dello S.H.I.E.L.D. denominata Special Threat Assessment for Known Extranormalities (S.T.A.K.E.).

## Poteri e abilità
Dugan possiede una forza fisica enorme che gli ha permesso più volte di salvare i commilitoni durante la seconda guerra mondiale e che, nonostante l'avanzare dell'età e il manifestarsi di alcuni problemi cardiaci si mantiene comunque impressionante. Grande esperto di combattimento corpo a corpo e nell'uso delle armi da fuoco, Dugan ha una predilezione per il fucile ed è particolarmente rinomato per la sua abilità di tiratore scelto (da cui il soprannome "Dum Dum"). Nel corso degli anni, lavorando prima alla CIA e poi allo S.H.I.E.L.D. è inoltre divenuto uno dei più grandi esperti di spionaggio del mondo.
Sebbene per anni sia rimasto inspiegato come il personaggio sia vissuto da metà anni quaranta all'era moderna senza invecchiare, è stato in seguito rivelato che il vero Dugan è morto nel 1966 data a seguito del quale i suoi panni sono stati vestiti da un Life Model Decoy.

## Altre versioni

### 1602
In 1602, il soldato Dugan è il braccio destro del comandante Sir Nicholas Fury, difensore della Colonia di Roanoke.

### Terra X
Dugan compare nell'universo di Terra X, dove combatte Mefisto al fianco di numerosi Howling Commandos e supereroi dei tempi moderni, morendo per mano dell'entità HYDRA.

### Transformers
Dugan è comparso, assieme a Nick Fury, Peter Parker e Joe Robertson, in un numero della versione Marvel Comics de Transformers.

### Ultimate
Nell'universo Ultimate Timothy "Dum Dum" Dugan compare in diverse occasioni nelle avventure degli X-Men, presentandosi come un ufficiale dello S.H.I.E.L.D. anziano ma dal fisico massiccio ed in qualche modo collegato al misterioso passato di Logan. Sebbene tale versione sia priva della tradizionale bombetta, ha vissuto la Seconda Guerra Mondiale esattamente come la controparte canonica e, nel 1943, è stato sovrintendente del progetto che ha portato alla creazione di Capitan America.

## Altri media

### Cinema

#### Marvel Cinematic Universe

Dum Dum Dugan interpretato da Neal McDonough nel film Captain America - Il primo Vendicatore.

Dum Dum Dugan, interpretato da Neal McDonough, compare in Captain America - Il primo Vendicatore (2011) e, successivamente, riprende il ruolo nel Marvel One-Shot: Agent Carter (2013).

### Televisione
- Dum Dum Dugan ha un cameo muto in un episodio di Insuperabili X-Men.
- Il personaggio compare in un episodio nella serie animata di Iron Man degli anni Novanta.
- Gary Chalk interpreta il personaggio, chiamato semplicemente Timothy Dugan, nel film TV del 1998 Nick Fury (Nick Fury: Agent of S.H.I.E.L.D.).
- Durante un flashback in un episodio della serie Super Hero Squad Show compaiono Fury, Dugan e altri Howling Commandos.
- Dum Dum Dugan fa parte di un'incarnazione di Howling Commandos, che comprende James Howlett e Jack Fury (padre di Nick Fury), comparsa in due occasioni nella serie d'animazione Avengers - I più potenti eroi della Terra.
- Nelle serie televisive ABC legate al franchise del Marvel Cinematic Universe, Dum Dum Dugan è sempre interpretato da Neal McDonough.
  - In Agents of S.H.I.E.L.D., Dugan compare in un flashback all'inizio della seconda stagione[33].
  - In Agent Carter[34][35], assiste Peggy in una missione in Russia.
- Il personaggio compare anche nella serie animata del MCU su Disney+ What If...?.

### Videogiochi
- Dugan compare in Marvel: La Grande Alleanza in un ruolo di supporto la missione di recupero dell'Omega Base dai Signori del male.
- Dugan è un personaggio principale del videogame Captain America: Il super soldato.
- Il personaggio compare nel videogioco Marvel Heroes.